# Grabs
Grabs es una comuna suiza del cantón de San Galo, ubicada en el distrito de Werdenberg. Limita al norte con la comuna de Gams, al este y sureste con Buchs, al sur con Sevelen y Walenstadt, y al oeste con Wildhaus-Alt St. Johann.